# Clemens Lauteren (Politiker, 1843)
Clemens August Jakob Lauteren (* 5. Dezember 1843 in Mainz; † 30. November 1908 in Nierstein) war ein deutscher Unternehmer und Mitglied der Ersten Kammer der Landstände des Großherzogtums Hessen.

## Leben
Clemens Lauteren entstammte der Weinhändlerfamilie Lauteren, die im 19. Jahrhundert zu den führenden Repräsentanten der bürgerlichen Mainzer Gesellschaft gehörte.
Er war ein Sohn des Weinhändlers Christian Ludwig Lauteren (1811–1888) und dessen Ehefrau Friederike Fritzdorff (1818–1884).
Am 15. Juli 1871 heiratete er in Mainz Stephanie Michel, eine Schwester des Stefan Karl Michel. 
1870 wurde er Teilhaber der Weinhandlung „C. Lauteren Sohn“ in Mainz und war von 1889 an Aufsichtsratsmitglied der „Lederwerke vorm. Mayer, Michel und Deninger“ und ab 1898 stellvertretender Aufsichtsratsvorsitzender.
In der Zeit vom 20. Oktober 1888 bis 1892 war er Vizekonsul des Königreichs Belgien und im Anschluss dessen Konsul.
Am 18. Mai 1889 wurde er zum Mitglied auf Lebenszeit der Ersten Kammer der Landstände des Großherzogtums Hessen ernannt und am 2. Juli des Jahres vereidigt. Wegen seiner beruflichen und öffentlichen Verpflichtungen war er für die Zeit von 1893 an für die Anwesenheit im Parlament entschuldigt. 
Von 1892 bis 1894 nahm er das Amt eines Ergänzungsrichters beim Landgericht Mainz in der Kammer für Handelssachen wahr. 
Lauteren starb am 30. November 1908 auf dem Mathildenhof in Nierstein. Er war der letzte Patriarch der Familie Lauteren.

## Ehrungen und Auszeichnungen
- 1890 Kommerzienrat[3]
- 1897 Geheimer Kommerzienrat
- 25. November 1908 Komtur II. Klasse des Verdienstordens Philipps des Großmütigen